# Padova
Padova là một trong các thành phố lâu đời nhất của Ý. Thành phố có khoảng 300.000 dân nằm ở rìa đồng bằng sông Po, cách Venezia khoảng 30 km về phía tây và là tỉnh lỵ của tỉnh Padova.

## Lịch sử
Theo truyền thuyết, thành phố Padova do Antenor trong thần thoại Hy Lạp thành lập vào khoảng năm 1184 TCN. Padova là một trong các thành phố cổ nhất Ý. Trong thế kỷ thứ 4 TCN, một làng đánh cá thành hình cạnh sông Bacchiglione. Vùng này đã nhanh chóng trở thành một trung tâm quan trọng của Cộng hòa Venice. Năm 302 TCN quân đội Padova đã đánh bại vua của Sparta là Kleonymos. Sau chiến bại của người Gaule trước quân đội La Mã khoảng năm 215 TCN, Padova hay Patavium bị sáp nhập vào Đế quốc La Mã và trở thành một trong các thành phố thương mại quan trọng nhất của Đế quốc La Mã. Sử gia người La Mã Titus Livius đã sinh tại thành phố này năm 59 TCN. Năm 421 người Padua đã thành lập một phố cảng trong khu Rialto của Venizia. Sau khi bị vua người Hunt là Attalia phá hủy năm 452 rồi được tướng của Đế quốc Byzantine là Narses tái xây dựng, thành phố Padova lại bị người Lombard phá hủy.
Thành phố chỉ hồi phục chậm chạp sau đó. Đại đế Karl chiếm đoạt Padua năm 774 và sau đó thành phố thuộc Thánh chế La Mã. Dưới thời của Hoàng đế Friedrich Barbarossa thành phố gia nhập Liên minh của các thành phố vùng Lombarda (Liên minh Lombarda) nhưng lại ký kết ngưng chiến với hoàng đế năm 1177.
Năm 1222 trường đại học thứ ba của Ý được thành lập tại Padova, sau Bologna và Modena. Một vài nghệ nhân nổi tiếng đã sống hay làm việctại đây, trong số đó có Giotto di Bondone, Guariento d'Arpo, Altichiero da Zevio và Giusto de' Menabuoi. Sau khi gia đình Carrara (tổng trấn thành phố) suy sụp năm 1405, Padova cũng mất đi ảnh hưởng về chính trị nhưng lại phát triển không ngừng về mặt nghệ thuật. Trong thế kỷ 16 Padova trải qua một thời kỳ tăng trưởng mới. Trong thời gian này nhiều học giả đã giảng dạy tại trường Đại học của thành phố, bên cạnh những người khác là Galileo Galilei.
Thời thống trị của Cộng hòa Venezia chấm dứt trong thế kỷ 18. Vào ngày 28 tháng 4 năm 1797 thành phố bị quân đội Pháp chiếm đóng và trong Hòa ước Campo Formio (17 tháng 10 năm 1797) bị chia về cho Áo nhưng trong Hòa ước Pressburg (26 tháng 12 năm 1805) lại thuộc về Vương quốc Ý do Napoléon Bonaparte thành lập. Hòa ước Paris lần thứ nhất (30 tháng 5 năm 1814) mang Padova, là một phần của Vương quốc Lombardo-Veneto, lại cho Áo một cách gián tiếp. Vào ngày 8 tháng 2 năm 1848 cuộc bổi dậy trong thành phố Padova đã bị quân đội Áo dập tắt và kết quả là trường đại học đã bị đóng cửa cho đến năm 1850. Nhờ vào Hòa ước Wien vào ngày 3 tháng 10 năm 1866, Padova cùng với vùng Veneto lại thuộc về Vương quốc Ý.
Khi trở về quê hương, chủ tịch Tiệp Khắc đầu tiên Tomáš Garrigue Masaryk cũng viếng thăm Padua, nơi ông gặp vua Viktor Emanuel III của ý. và trong tháng mười hai 16. Năm 1918, ông đã thực hiện một cuộc diễu hành Czechoslovak Legion ở Italia.

## Thắng cảnh
- Vương cung thánh đường Thánh Antôn thành Padova là một trong các nơi linh thiêng nổi tiếng nhất, có khách tham quan và hành hương nhiều nhất của Ý. Nhà thờ được xây từ 1232 đến giữa thế kỷ thứ 14, là nơi chứa mộ của Thánh Antôn của Padova.
- Cappella degli Scrovegni, nhà thờ nổi tiếng vì có các bức bích họa của Giotto di Bondone (1267 – 1337) và tượng của Giovanni Pisano (1250 – 1328).
- Palazzo della Ragione là tòa thị chính theo phong cách Phục Hưng được cho là tòa nhà có mái lớn nhất không có cột trong châu Âu. Dinh thự này dài 81,5 m, rộng 27 m và cao 24 m.

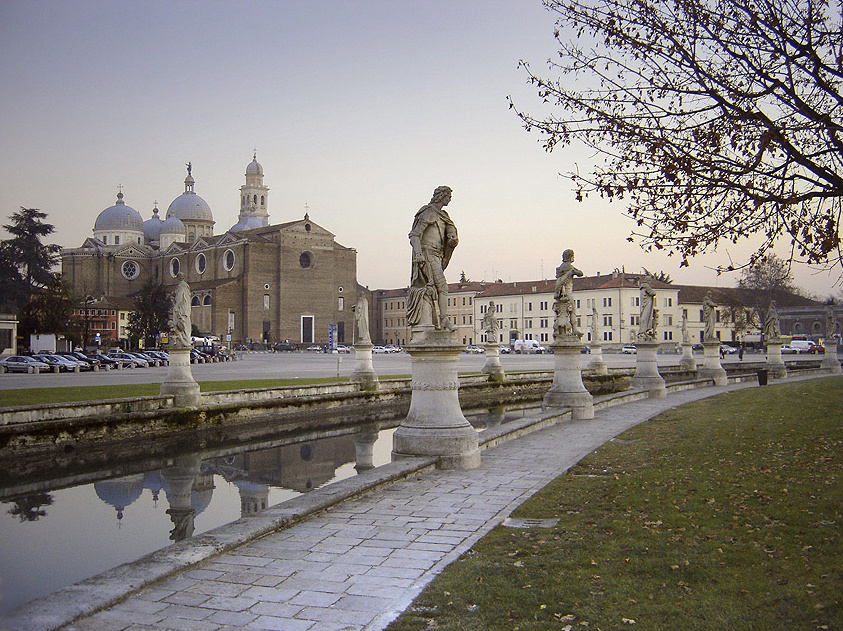
Prato della Valle và Nhà thờ Santa Giustina

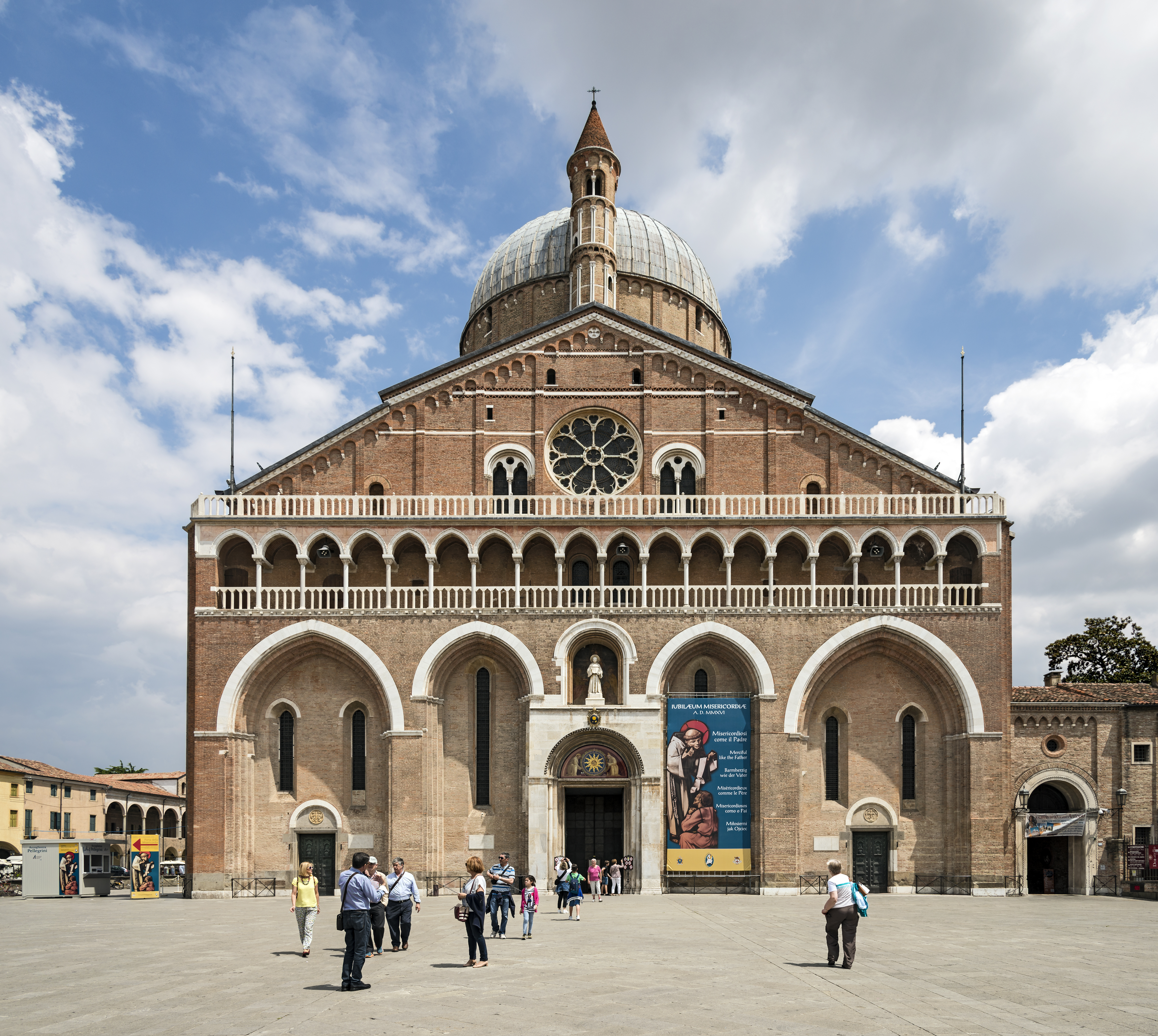
Nhà thờ Thánh Antôn

- Vườn bách thảo Padova là vườn bách thảo lâu đời nhất trên thế giới, được thành lập năm 1545 và từ năm 1997 là di sản thế giới của UNESCO.
- Prato della Valle: quảng trường rộng 90.000 m² này là quảng trường rộng lớn nhất của Ý và là một trong các quảng trường lớn nhất châu Âu. Ngay gần đấy là Tu viện và Nhà thờ Santa Giustina.

## Nhân vật nổi tiếng
- Galileo Galilei - giảng dạy tại trường Đại học Padua
- Giorgio Abetti, nhà thiên văn học
- Tiziano Aspetti, điêu khác gia thời Baroque
- Arrigo Boito, nhà văn nà là nhà soạn nhạc
- Massimo Carlotto, nhà văn
- Tullio Levi-Civita, nhà toán học, học trò của Gregorio Ricci-Curbastro
- Titus Livius, sử gia La Mã
- Antonio Negri, triết gia
- Ippolito Nievo, tác giả
- Alberto Ongarato, vận động viên đua xe đạp
- Andrea Palladio, kiến trúc sư
- Riccardo Patrese, cựu tay đua Công thức 1
- Francesco Toldo, cầu thủ bóng đá
- Thánh Anton thành Padova, nhà giảng thuyết lừng danh, tiến sĩ Hội Thánh Công giáo

## Thành phố kết nghĩa
- Nancy, Pháp từ 1964
- Freiburg im Breisgau, Đức từ 1967
- Boston, Hoa Kỳ từ 1983
- Handan, Cộng hòa Nhân dân Trung hoa từ 1988
- Iaşi, România từ 1995
- Beira, Mozambique từ 1995
- Coimbra, Bồ Đào Nha từ 1998
- Cagliari, Ý từ 2002
- Zadar, Croatia từt 2003